# Mala Vyska
Mala Vyska (en ukrainien : Мала Виска) ou Malaïa Viska (en russe : Малая Виска) est une ville de l'oblast de Kirovohrad, en Ukraine, et le centre administratif du raïon de Mala Vyska. Sa population s'élevait à 10 260 habitants en 2020.

## Géographie
Mala Vyska est située à 48 km au nord-ouest de Kropyvnytskyï. 

## Histoire
Mala Vyska a le statut de ville depuis 1957.

## Population
Recensements (*) ou estimations de la population :
| 1939  | 1959*  | 1970*  | 1979*  | 1989*  | 2001*  |
| ----- | ------ | ------ | ------ | ------ | ------ |
| 8 100 | 11 362 | 11 362 | 13 687 | 14 645 | 13 132 |

| 2010   | 2011   | 2012   | 2013   | 2014   | 2015   |
| ------ | ------ | ------ | ------ | ------ | ------ |
| 11 391 | 11 269 | 11 201 | 11 141 | 11 014 | 10 967 |

| 2016   | 2017   | 2018   | 2019   | 2020   | - |
| ------ | ------ | ------ | ------ | ------ | - |
| 10 874 | 10 729 | 10 530 | 10 382 | 10 260 | - |